# إدغار فيامارين
إدغار فيامارين (بالإسبانية: Edgar Villamarín)‏ هو لاعب كرة قدم ومدرب كرة قدم بيروفي في مركزي ظهير ‏ والدفاع، ولد في 1 أبريل 1982 في ليما في بيرو. شارك مع منتخب بيرو لكرة القدم. أما مع النوادي، فقد لعب مع أليانزا ليما واتحاد هوارال وتشورنومورتس أوديسا وسيينسيانو ونادي سبورتينغ كريستال ونادي ميلغار أريكيبا ونادي يونيفرسيتاريو.

## وصلات خارجية
- إدغار فيامارين على موقع اتحاد أوكرانيا (الإنجليزية)
- إدغار فيامارين على موقع قاعدة بيانات كرة القدم.إي يو (الإنجليزية)
- إدغار فيامارين على موقع ناشيونال فوتبول تيمز (الإنجليزية)
- إدغار فيامارين على موقع Soccerway.com (الإنجليزية)
- إدغار فيامارين على موقع عالم كرة القدم.نت (الإنجليزية)
- إدغار فيامارين على موقع AS.com (الإسبانية)